# فیز-اکس
فیز-اکس (به انگلیسی: PhysX) یک میان‌افزار کیت توسعهٔ نرم‌افزاری موتور فیزیک بی‌درنگ (realtime) اختصاصی است که توسط Ageia (یا همان انویدیا امروزی) به عنوان NovodeX SDK توسعه داده شد. نرم‌افزاری که فیز-اکس خوانده می‌شد همچنین می‌تواند به یک کارت افزودنی واحد پردازش فیزیک (PPU) طراحی شده توسط Ageia اشاره کند که برای شتاب‌دهی به بازی‌های ویدئویی فیز-اکس‌توانا به کار می‌رفت.